# Campionati europei di biathlon 2016
I Campionati europei di biathlon 2016 sono la 23ª edizione della manifestazione. Si sono svolti a Tjumen', in Russia, dal 24 al 28 febbraio 2016.

## Programma
| Giorno      | Ora (UTC+1) | Evento                                        |
| ----------- | ----------- | --------------------------------------------- |
| 24 febbraio | 11:00       | 2x6 km + 2x7,5 km Staffetta mista individuale |
| 24 febbraio | 14:00       | 2x6 km + 2x7,5 km Staffetta mista             |
| 25 febbraio | 11:00       | 7.5 km Sprint F                               |
| 25 febbraio | 14:00       | 10 km Sprint M                                |
| 27 febbraio | 13:00       | 10 km Inseguimento F                          |
| 27 febbraio | 13:00       | 12.5 km Inseguimento M                        |
| 28 gennaio  | 10:00       | 12.5 km Mass Start F                          |
| 28 gennaio  | 13:00       | 15 km Mass Start M                            |

## Podi

### Uomini
| Evento              | Oro                | Tempo   | Argento            | Tempo   | Bronzo         | Tempo   |
| 10 km sprint        | Evgeniy Garanichev | 23:40.3 | Henrik L'Abée-Lund | 23:45.3 | Anton Babikov  | 23:50.0 |
| 12.5 km insegumento | Anton Babikov      | 30:01.5 | Evgeniy Garanichev | 30:01.6 | Florian Graf   | 30:47.5 |
| 15 km mass start    | Florian Graf       | 38:20.5 | Jaroslav Soukup    | 38:24.6 | Vladimir Iliev | 38:29.5 |

### Donne
| Evento             | Oro               | Tempo   | Argento          | Tempo   | Bronzo                     | Tempo   |
| 7,5 km sprint      | Nadine Horchler   | 21:53.0 | Karolin Horchler | 22:05.7 | Annika Knoll               | 22:21.5 |
| 10 km inseguimento | Nadzeja Skardzina | 30:01.7 | Karolin Horchler | 30:09.1 | Ingrid Landmark Tandrevold | 30:15.8 |
| 12.5 km mass start | Luise Kummer      | 36:05.1 | Paulína Fialková | 36:13.1 | Ingrid Landmark Tandrevold | 36:16.4 |

### Misti
| Evento                             | Oro                                                                   | Tempo     | Argento                                                   | Tempo     | Bronzo                                                                            | Tempo     |
| Staffetta individuale 2x6+2x7,5 km | Victoria Slivko Anton Babikov                                         | 36:59.0   | Luise Kummer Matthias Dorfer                              | 37:36.9   | Ingrid Landmark Tandrevold Vetle Sjåstad Christiansen                             | 37:51.7   |
| Staffetta 2x6+2x7,5 km             | Anastasija Zagorujko Olga Iakushova Matvej Eliseev Evgeniy Garanichev | 1:10:56.3 | Paulína Fialková Jana Gereková Matej Kazár Martin Otčenáš | 1:10:56.4 | Sigrid Bilstad Neraasen Bente Landheim Henrik L'Abée-Lund Håvard Gutubø Bogetveit | 1:12:00.4 |

## Medagliere
| Pos.   | Paese       | Oro | Argento | Bronzo | Totale |
| ------ | ----------- | --- | ------- | ------ | ------ |
| 1      | Russia      | 4   | 1       | 1      | 6      |
| 2      | Germania    | 3   | 3       | 2      | 8      |
| 3      | Bielorussia | 1   | 0       | 0      | 1      |
| 4      | Slovacchia  | 0   | 2       | 0      | 2      |
| 5      | Norvegia    | 0   | 1       | 4      | 5      |
| 6      | Rep. Ceca   | 0   | 1       | 0      | 1      |
| 7      | Bulgaria    | 0   | 0       | 1      | 1      |
| Totale | Totale      | 8   | 8       | 8      | 24     |